# Eriborus buddha
Eriborus buddha är en stekelart som först beskrevs av Cameron 1899.  Eriborus buddha ingår i släktet Eriborus och familjen brokparasitsteklar. Inga underarter finns listade i Catalogue of Life.